# Puerto de Limasol
El Puerto de Limasol se trata en realidad de dos puertos, uno nuevo y otro viejo. Aunque el título de principal puerto de Chipre estuvo en poder de Famagusta desde hace siglos, el puerto de Limasol se ha convertido en el puerto más importante de Chipre. Esto fue en gran parte una consecuencia directa de la invasión turca de Chipre en 1974, dejando al puerto de Famagusta en el territorio ocupado y con difícil acceso para los grecochipriotas. El puerto es el más grande y concurrido puerto de la isla, capaz de manejar embarcaciones de hasta 820 pies (250 m) de tamaño para el atraque de 45 pies (14 m) de agua. Se entra a través de un canal de acceso que es de 49 pies (15 m) de profundidad y 492 pies (150 m) de ancho entre los extremos de dos espigones.
A raíz de un concurso de arquitectura, algunos planes se han elaborado para renovar el área del antiguo puerto y convertirla en un centro de ocio más funcional.  Por esa razón el Puerto Viejo se cerró oficialmente y el proyecto comenzó después de algunos retrasos con el nombre de "Limassol Marina" en 2010.